# Klimpenjaure
Klimpenjaure är en sjö i Strömsunds kommun i Jämtland och ingår i Ångermanälvens huvudavrinningsområde. Sjön har en area på 0,129 kvadratkilometer och ligger 660,5 meter över havet. Klimpenjaure ligger i Frostvikenfjällen Natura 2000-område. Sjön avvattnas av vattendraget Väktarån.

## Delavrinningsområde
Klimpenjaure ingår i det delavrinningsområde (716697-143658) som SMHI kallar för Utloppet av Klimpenjaure. Medelhöjden är 705 meter över havet och ytan är 1,31 kvadratkilometer. Det finns inga avrinningsområden uppströms utan avrinningsområdet är högsta punkten. Väktarån som avvattnar avrinningsområdet har biflödesordning 3, vilket innebär att vattnet flödar genom totalt 3 vattendrag innan det når havet efter 355 kilometer. Avrinningsområdet består mestadels av skog (50 procent) och kalfjäll (40 procent). Avrinningsområdet har 0,13 kvadratkilometer vattenytor vilket ger det en sjöprocent på 9,8 procent.